# Studium wojskowe
Studium wojskowe, SW – instytucja prowadzona przez wojsko na uczelniach, głównie w okresie Polski Ludowej, umożliwiająca studentom odbycie zasadniczej służby wojskowej, w ramach której realizowano program kształcenia podchorążych. Studium wojskowe traktowane było przez uczelnie jak przedmiot obowiązkowy, a brak jego zaliczenia albo negatywna ocena uniemożliwiały kontynuowanie studiów.
Pod koniec lat pięćdziesiątych i w latach sześćdziesiątych zajęcia SW trwały dwa tygodnie w każdym semestrze przez pierwsze trzy lata studiów. Po czwartym roku odbywał się sześciotygodniowy obóz wojskowy w jednostce wojskowej, podczas którego składano przysięgę wojskową. Po obozie absolwenci SW otrzymywali stopień podoficera wraz z tytułem podchorążego i byli przenoszeni do rezerwy. Po kilku latach podchorążowie byli wzywani na dwumiesięczne ćwiczenia wojskowe w szkołach oficerskich, po czym otrzymywali stopień podporucznika rezerwy.
W latach siedemdziesiątych zajęcia SW odbywały się raz w tygodniu przez cały tok studiów i zajmowały cały dzień. W trakcie studium wojskowego studentów dwukrotnie wysyłano do jednostki wojskowej na czterotygodniowy obóz letni. W czasie pierwszego pobytu składali przysięgę wojskową, a na zakończenie drugiego byli przenoszeni do rezerwy SZ PRL/SZ RP z tytułem podchorążego rezerwy. W latach osiemdziesiątych, po wprowadzeniu rocznej służby wojskowej absolwentów szkół wyższych, zajęcia studium wojskowego odbywały się też raz w tygodniu przez cały dzień, ale tylko przez rok – na przykład uczelnie politechniczne organizowały je na trzecim roku studiów.
Na niektórych uczelniach (między innymi Wyższej Szkole Morskiej w Gdyni, później Akademii Morskiej w Gdyni) studium wojskowe istniało do 2010 roku, kiedy to zawieszono zasadniczą służbę wojskową.
Absolwent studium (czyli podchorąży rezerwy) miał możliwość wstąpienia do zawodowej służby wojskowej jako żołnierz w stopniu podoficerskim w SZ PRL/RP. Studium pozwalało także na podjęcie pracy jako funkcjonariusz publiczny, na przykład w Milicji Obywatelskiej (również w stopniu podoficera).
Po ukończeniu uczelni i studium wojskowego podchorąży rezerwy mógł starać się o stopień podporucznika. Należało ukończyć kurs oficerski, po czym następowało mianowanie na pierwszy stopień oficerski (w pewnym okresie przez Prezydenta Polskiej Rzeczypospolitej Ludowej).

## Inne znaczenie
Nazwą „studium wojskowe” określano także budynek lub jego część, gdzie odbywały się zajęcia z tego przedmiotu – na przykład w Warszawie SW dla studentów Uniwersytetu Warszawskiego, Państwowej Wyższej Szkoły Teatralnej, Akademii Sztuk Pięknych i Państwowej Wyższej Szkoły Muzycznej mieściło się na parterze Instytutu Geografii przy Krakowskim Przedmieściu 30, a od jesieni 1958 roku w barakach przy ul. Szwoleżerów 1.